# Ingredience

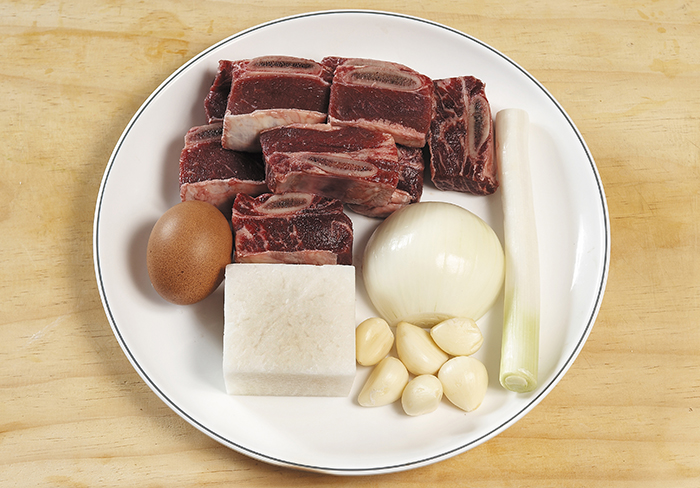
Příklady ingrediencí

Ingredience neboli přísada je látka, která je součástí směsi (v obecném slova smyslu). Například v kuchyni u receptů na vaření představují ingredience konkrétní složky, které se používají k přípravě konkrétního jídla. Mnoho komerčních produktů obsahuje tajnou přísadu, která je údajně tajná proto, aby byla lepší než konkurenční produkty.